# Marco Polo Cycling Team
Marco Polo Cycling Team (código UCI: MPC) fue un equipo ciclista etíope de categoría Continental. Anteriormente fue un equipo chino.
Sus directivos de origen neerlandeses, crearon el equipo con el objetivo de buscar jóvenes promesas en Asia y África. Debido a ello fue registrado en países como Hong Kong, China y posteriormente Etiopía.
Para la temporada 2013, la directiva no tuvo éxito en la obtención del suficiente presupuesto como para mantener la estructura, desapareciendo tras 10 años de actividad.

## Sede
El equipo tiene su sede en Arnhem (Países Bajos).

## Clasificaciones UCI
El equipo participó principalmente en las carreras del UCI Europe Tour, y del UCI Oceania Tour. Las clasificaciones del equipo y de su ciclista más destacado fueron las que siguen:

### UCI Europe Tour
| Temporada | Clasificación por equipos | Mejor corredor | Posición |
| 2008-2009 | 110.º                     | Jacobus Venter | 546.º    |
| 2009-2010 | -                         | -              | -        |
| 2010-2011 | 109.º                     | Jason Christie | 882.º    |
| 2011-2012 | 122.º                     | Marc Ryan      | 1031.º   |

### UCI Oceanía Tour
| Temporada | Clasificación por equipos | Mejor corredor | Posición |
| 2005-2006 | 9º                        | -              | -        |
| 2006-2007 | 19º                       | -              | -        |
| 2010-2011 | 12º                       | Jason Christie | 36º      |

### UCI Africa Tour
| Temporada | Clasificación por equipos | Mejor corredor          | Posición |
| 2005-2006 | 7º                        | -                       | -        |
| 2008-2009 | 14º                       | Jacobus Venter          | 57.º     |
| 2010-2011 | 20º                       | Estifanos Gebresilassie | 170º     |

### UCI Asia Tour
| Temporada | Clasificación por equipos | Mejor corredor             | Posición |
| 2005      | 7º                        | Jamsran Ulzii-Orshikh      | 21º      |
| 2005-2006 | 4º                        | Li Fuyu                    | 23º      |
| 2006-2007 | 8º                        | Jamsran Ulzii-Orshikh      | 35º      |
| 2007-2008 | 5º                        | Sergey Koudentsov          | 20º      |
| 2008-2009 | 27º                       | Jacques Janse van Rensburg | 101.º    |
| 2009-2010 | 36.º                      | Bradley Hall               | 95.º     |
| 2010-2011 | 58.º                      | Estifanos Gebresilassie    | 240º     |

## Plantilla
Para años anteriores, véase Plantillas del Marco Polo Cycling Team

### Plantilla 2011
| Nombre                         | Nacimiento | Nacionalidad    | Equipo 2010                  |
| Daniel Abraham                 | 11/02/1985 | Eritrea         | Marco Polo Cycling Team      |
| Lijun Bai                      | 19/11/1988 | China           | Holy Brother                 |
| Solomon Bitew                  | 13/07/1987 | Etiopía         | Neoprofesional               |
| Jason Christie                 | 22/12/1990 | Nueva Zelanda   | Endura Racing                |
| Sven De Weerdt                 | 29/03/1978 | Bélgica         | Marco Polo Cycling Team      |
| Estifanos Kebede Gebresilassie | 18/02/1988 | Etiopía         | Neoprofesional               |
| Jan Kuyckx                     | 20/05/1979 | Bélgica         | Qin Cycling Team             |
| Sea Keong Loh                  | 02/11/1986 | Malasia         | Marco Polo Cycling Team      |
| Hailong Ma                     | 24/03/1987 | China           | Neoprofesional               |
| Tristan Marguet                | 22/08/1987 | Suiza           | Neoprofesional               |
| Nick Mitchell                  | 20/07/1985 | Australia       | Cinelli-Down Under (en 2009) |
| Matthé Pronk                   | 01/07/1974 | Países Bajos    | Vacansoleil Pro Cycling Team |
| Marc Ryan                      | 14/10/1982 | Nueva Zelanda   | Neoprofesional               |
| Pavel Stuchlik                 | 17/02.1991 | República Checa | Neoprofesional               |
| Léon Van Bon                   | 28/01/1972 | Países Bajos    | Marco Polo Cycling Team      |
| Yandong Xing                   | 20/03/1985 | China           | Holy Brother                 |

| Stagiaire      | Nacimiento | Nacionalidad |
| -------------- | ---------- | ------------ |
| Reynard Butler | 03/04/1989 | Sudáfrica    |

1. ↑  Desde el 16 de agosto.
2. 1 2  Desde el 25 de marzo.
3. ↑  Hasta el 30 de septiembre.
4. ↑  Desde el 20 de abril.
5. ↑  Desde el 1 de agosto.